# Pierfrancesco Campanella
Pierfrancesco Campanella (Roma, 16 dicembre 1960) è un regista cinematografico, sceneggiatore e giornalista italiano.

## Biografia
Di origini russo-pugliesi, dopo aver conseguito la maturità scientifica, si è laureato in Giurisprudenza all'Università degli Studi di Roma "La Sapienza". 
Appassionato di spettacolo sin da piccolo, nel 1980 ha frequentato la scuola di recitazione La Scaletta diretta da Gianni Diotaiuti.
Successivamente ha conseguito un master in regia con Douglas Trumbell, presso l'University of Southern California di Los Angeles nel 1985. 
Ha debuttato come attore nel 1982 nel film per la tv La veritaaaà di Cesare Zavattini e nello stesso periodo è entrato nella compagnia teatrale Voci e Volti a Roma. Contemporaneamente ha iniziato a scrivere soggetti e sceneggiature per fumetti, fotoromanzi, novelle per bambini e anche racconti hard per riviste estere di questo settore, ed inoltre, copioni per il grande schermo. 
Dopo una lunga gavetta, è riuscito a realizzare il suo primo film Cattivi Pierrot, da lui anche scritto e interpretato, presentato in anteprima in una sezione collaterale della Mostra del Cinema di Venezia del 1986.  
Il film venne distribuito nelle sale cinematografiche nel 1987, col titolo modificato in La trasgressione, con un nuovo montaggio ed un finale diverso, ad opera del regista Fabrizio Rampelli. 
Nel 1991 ha diretto la commedia satirica Strepitosamente... flop con Dalila Di Lazzaro e Donatella Rettore, quest'ultima alla sua seconda prova da attrice. 
Nel 1993 ha diretto il suo terzo lungometraggio ambientato nel mondo gay, dal titolo Bugie rosse, con Tomas Arana, Alida Valli, Lorenzo Flaherty e Natasha Hovey.
Nel 2003 ha diretto il thriller Cattive inclinazioni, interpretato da Eva Robin's, Florinda Bolkan, Elisabetta Cavallotti, Franco Nero e Mirca Viola.
Ha realizzato anche due cortometraggi: Taglia corto!, con Elisabetta Rocchetti, nel 2007, e Solitudini pericolose nel 2014. Quest'ultimo diretto dall'emergente Emanuele Pecoraro. 
Nel 2016 si è cimentato anche con i documentari: ha scritto La città d'acqua e  28… ma non li dimostra, affidando la regia a Emanuele Pecoraro. 
I suoi ultimi lavori da regista, entrambi del 2017, sono stati il corto L'amante perfetta e il docufilm I Love... Marco Ferreri, dedicato alla memoria del regista.
Parallelamente all'attività di autore e produttore in proprio, il regista ha da sempre svolto un lavoro dietro le quinte, collaborando con diverse case cinematografiche italiane, in qualità di consulente artistico e di produzione.
Si dedica anche all'attività giornalistica, scrivendo per diverse testate, in particolare sulla nota rivista cartacea di collezionismo musicale Raropiù.

## Filmografia

### Regista

#### Cinema
- La trasgressione (1987)
- Strepitosamente... flop (1991)
- Bugie rosse (1993)
- Cattive inclinazioni (2003)

#### Cortometraggi
- Taglia corto! (2007)
- L'amante perfetta (2017)
- Pensiero giallo (2018)
- L'idea malvagia (2018)

#### Documentari
- I Love... Marco Ferreri (2017)

### Sceneggiatore
- La trasgressione (1987)
- Strepitosamente... flop (1991)
- Bugie rosse (1993)
- Cattive inclinazioni (2003)
- La città d'acqua (2016)
- 28... ma non li dimostra (2016)
- L'amante perfetta (2017)
- I Love... Marco Ferreri (2017)

### Produttore
- La trasgressione (1987)
- Strepitosamente... flop (1991)
- Bugie rosse (1993)
- Cattive inclinazioni (2003)
- Taglia corto! (2007)
- Solitudini pericolose (2014)

### Attore
- La veritaaaà (1982)
- La trasgressione (1987)